# 艾瓜
34°12′S 54°45′W / 34.200°S 54.750°W

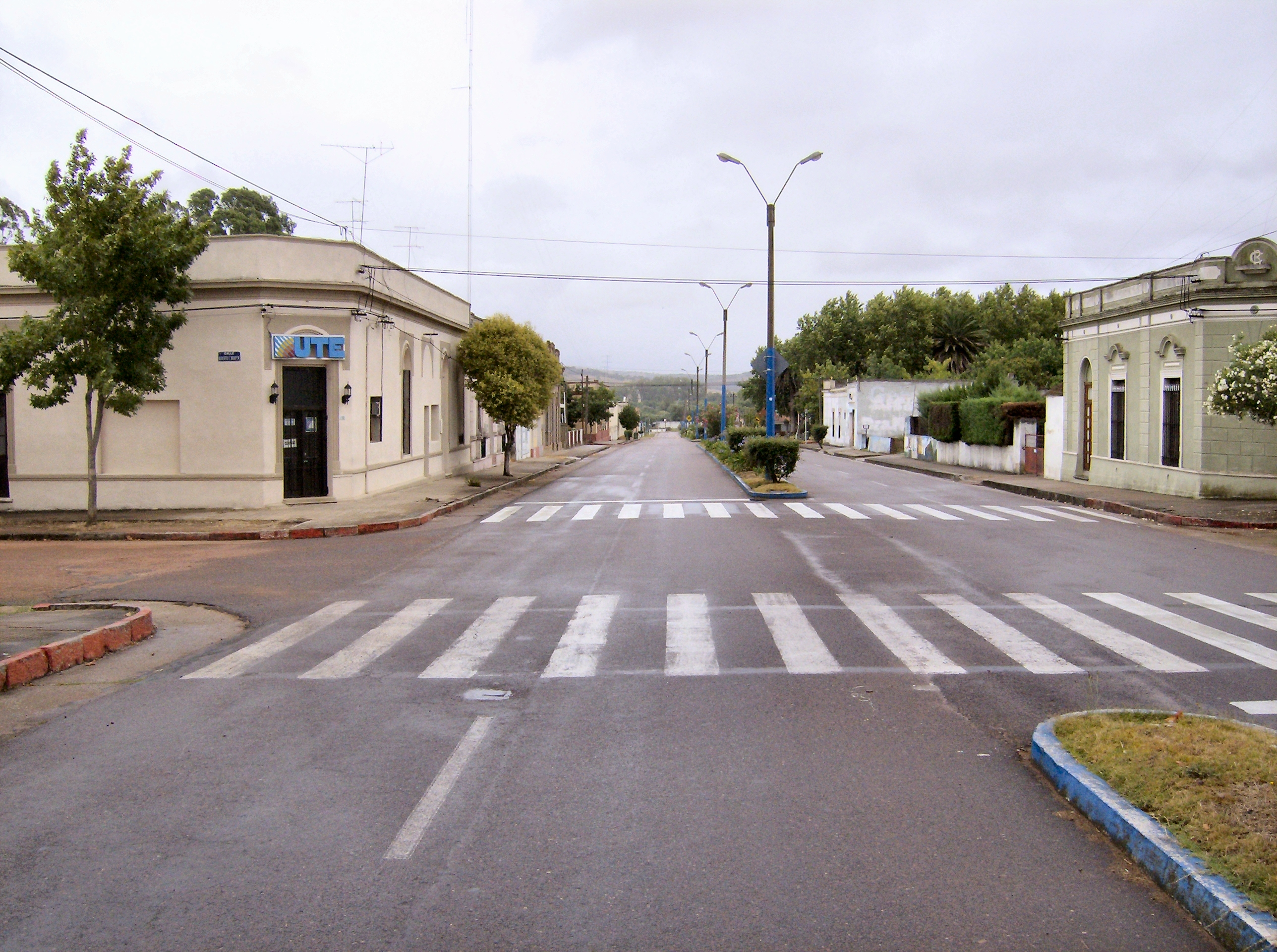

艾瓜（西班牙語：Aiguá），是烏拉圭的城鎮，位於該國東南部，由馬爾多納多省負責管轄，處於馬爾多納多以北88公里，始建於1892年，海拔高度112米，2011年人口2,465。